# Sony Masterworks
Sony Masterworks é uma gravadora dos Estados Unidos e que faz parte a Sony Music.